# Девід Бонд (яхтсмен)
Девід Бонд (англ. David Bond, 27 березня 1922 — 23 березня 2013) — британський яхтсмен.
Олімпійський чемпіон 1948 року в класі Ластівка.